# Edgar Snow

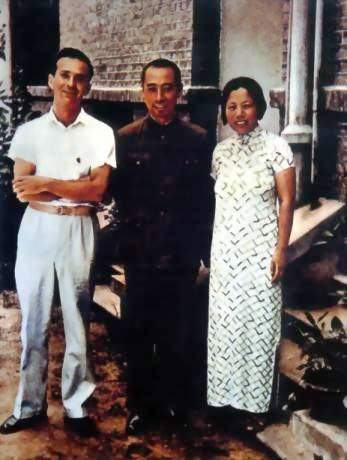
Edgar Snow amb Zhou Enlai i la seva esposa

Edgar Snow   (Kansas City, 17 de juliol de 1905 - Eysins, 15 de febrer de 1972) fou un periodista nord-americà que va escriure llibres i articles sobre el comunisme xinès. Se l'ha considerat el primer occidental que va entrevistar Mao. Va estudiar periodisme a la Universitat de Missouri. Va viure durant més d'una dècada a la Xina. Casat amb Helen Foster de la qual es va divorciar després de la II Guerra Mundial. Residint altra vegada als Estats Units, als anys 50 cansat de les dificultats per desenvolupar la seva tasca (en temps de Mc Carthy va ser investigador pel FBI) se'n va anar a viure a Suïssa amb Lois Wheeler Snow, la seva segona esposa. Va tornar a visitar Xina el 1960, 1964 i 1970. Va morir a Ginebra (Suïssa) als 66 anys.

## Publicacions més importants
- Living China: Modern Chinese Short Stories
- Red Star Over China (amb diverses edicions, essent la primera de 1937. És la seva obra més coneguda.
- Stalin Must Have Peace. Random House, 1947.
- China, Russia, and the USA
- Red China Today: The Other Side of the River. 1963
- The Long Revolution